# Rhoophilus loewi
Rhoophilus loewi är en stekelart som beskrevs av Mayr 1881. Rhoophilus loewi ingår i släktet Rhoophilus och familjen gallsteklar. Inga underarter finns listade i Catalogue of Life.